# 뤼츠 야코비

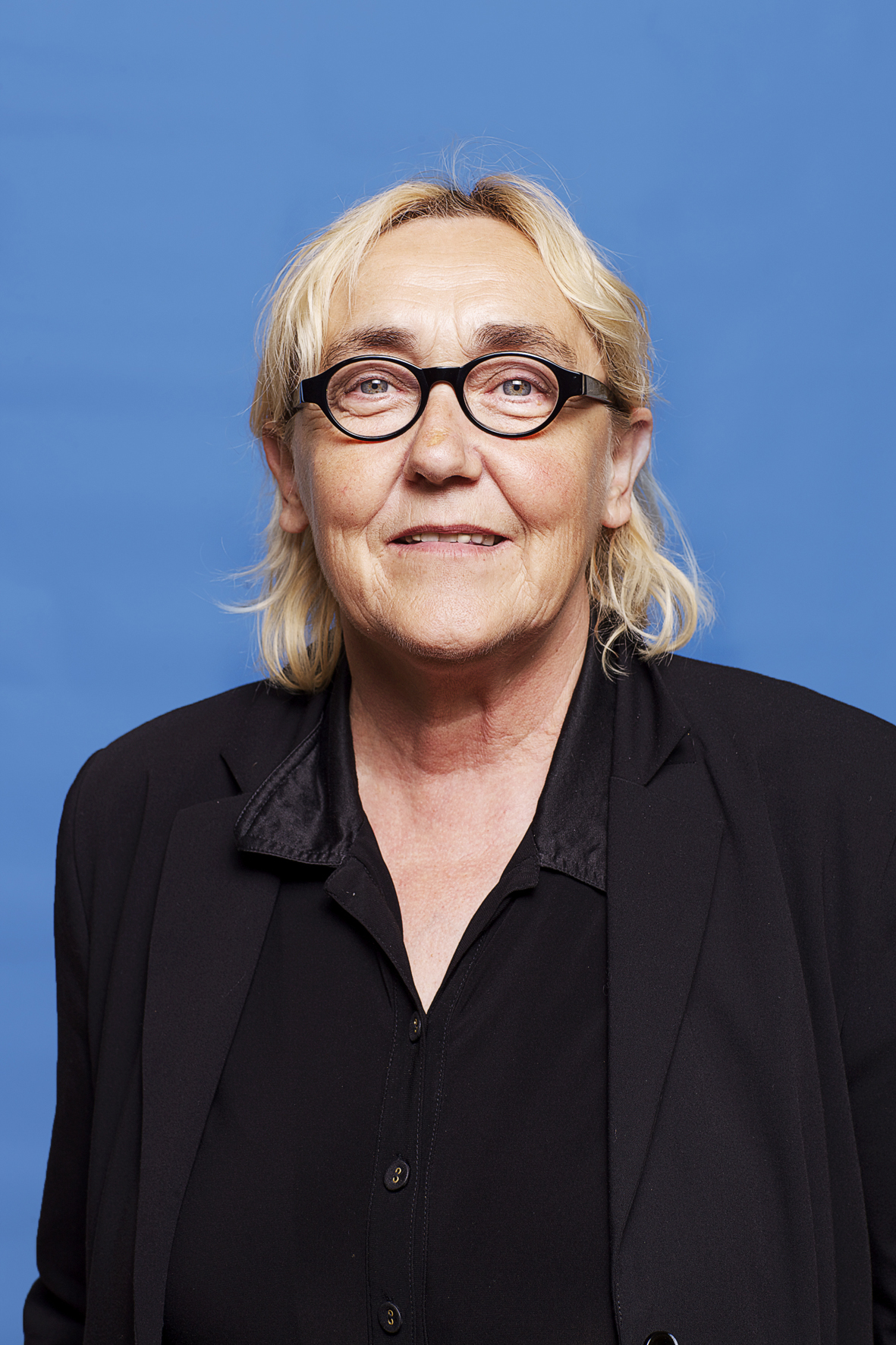
Lutz Jacobi

뤼츠커 (뤼츠) 야코비(Lutske (Lutz) Jacobi, 1955년 12월 13일 - )는 네덜란드의 정치인이자 공무원이다. 노동당의 당원이며, 2006년 11월 30일부터 국회의원이다. 환경, 농업, 어업 등에 관련된 사안에 집중한다.